# Willy Spencer
William "Willy" Spencer (Manchester, 17 d'agost de 1895 - 2 d'octubre de 1963) fou un ciclista estatunidenc, professional des del 1917 fins al 1926. Es va especialitzar en les curses de sis dies, on va obtenir dues victòries.
El seu germà bessó Arthur també es dedicà al ciclisme.

## Palmarès
- 1917
  - 1r als Sis dies de San Francisco (amb Jake Magin)
- 1920
  - 1r als Sis dies de Sydney (amb Charles Osterriter)
- 1922
  -  Campió dels Estats Units en Velocitat
- 1923
  -  Campió dels Estats Units en Velocitat
- 1926
  -  Campió dels Estats Units en Velocitat